# Renschovo pravidlo

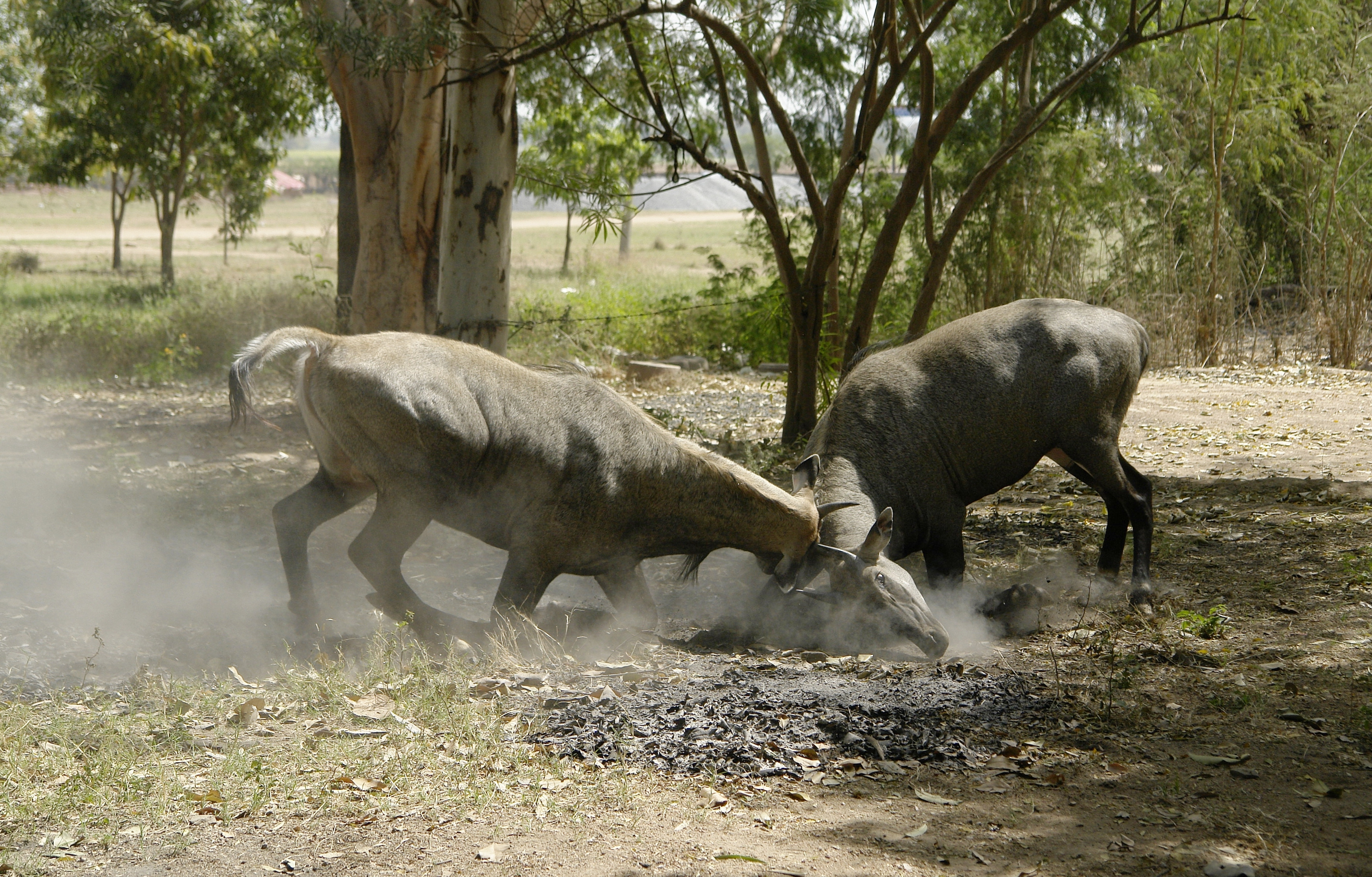
Samci nilgau v konkurenčním boji o samice

Renschovo pravidlo je alometrický zákon o vztahu mezi dimorfismem (SSD) a rozdílu mezi velikostí zástupců pohlaví. Napříč druhy se ukazuje, že sexuální dimorfismus je tím větší, čím větší je i velikostní rozdíl mezi pohlavími. Zároveň se také snižuje s rostoucí fyzickou výškou. Je například zodpovědný za to, že největší primáti (včetně lidí) mají nejmenší primární pohlavní znaky (genitálie), zatímco menší do nich investují značně více. V populacích, kde je sexuální dimorfismus největší si totiž samci udržují harém v soubojích se svými konkurenty – pak už nemusí tolik investovat do úspěšné reprodukce, protože mají své samice zajištěné. Nicméně v populacích spíše monogamních, mezi které patří i lidé, potřebují samci mít jistotu, že potomci jejich jediného partnera budou plodní.
Kromě primátů dosahují vysokých maxim také ploutvonožci a sudokopytníci, nicméně Renschovo pravidlo se aplikuje i šířeji.
Pravidlo navrhl Bernhard Rensch roku 1950.